# The Flaming Disc

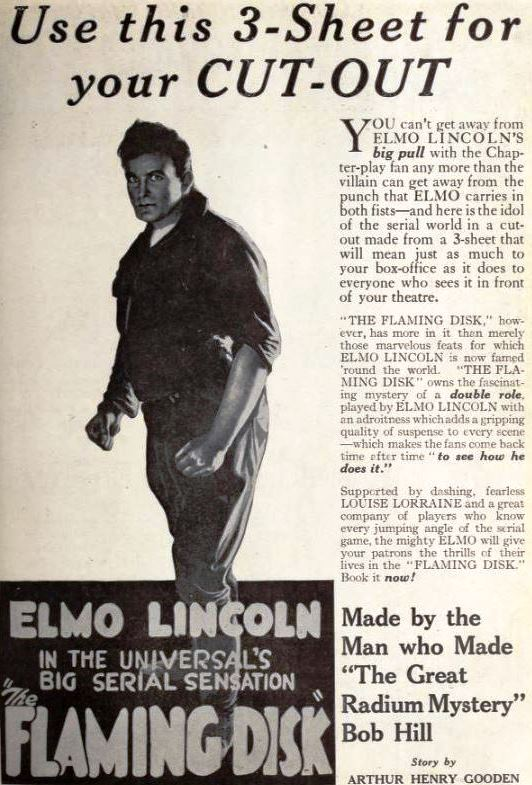
Anúncio do seriado The Flaming Disc (1920), aqui intitulado The Flaming Disk, com Elmo Lincoln, p. 3 de 16 de outubro de 1920, Exhibitors Herald

The Flaming Disc é um seriado estadunidense de 1920, gênero aventura, dirigido por Robert F. Hill, em 18 capítulos, estrelado por Elmo Lincoln e Louise Lorraine. Produzido e distribuído pela Universal Pictures, veiculou nos cinemas estadunidenses entre 21 de novembro de 1920 e 19 de março de 1921.
Atualmente é considerado perdido.

## Sinopse
Elmo Lincoln interpreta o herói e o capanga dos vilões neste seriado. Um professor inventou uma lente capaz de reduzir o ferro e o aço em cinzas, um engenho cobiçado por outro mestredo crime. Opondo-se às forças do mal estão o agente do serviço secreto Elmo Gray (Lincoln) e a filha do professor (Louise Lorraine), mas a equipe é frustrada pelo irmão gêmeo do agente (também Lincoln), que está hipnotizado para ser um vilão. A lei e a ordem, no entanto, prevalecem no capítulo final, que se intitula "The End of the Trail". Lee Kohlmar interpreta o professor, Roy Watson é o mestre do crime.

## Elenco
- Elmo Lincoln - Elmo Gray / Jim Gray
- Louise Lorraine - Helen
- Monte Montague - Bat
- Lee Kohlmar - Prof. Wade
- George B. Williams - Stanley Barrows (creditado George Williams)
- Jenks Harris - Con
- Ray Watson - Rodney Stanton
- Fred Hamer - Briggs
- Fay Holderness
- Bob Reeves

## Capítulos
1. "Rails of Death"
2. "Span of Life"
3. "Perilous Leap"
4. "Fires of Hate"
5. "Vanishing Floor"
6. "Pool of Mystery"
7. "Circle of Fire"
8. "Through Walls of Steel"
9. "The Floating Mine"
10. "Spiked Death"
11. "The Dynamite Trail"
12. "The Tunnel of Flame"
13. "Caged In"
14. "The Purple Rays"
15. "Poisoned Waters"
16. "Running Wild"
17. "Rails of Destruction"
18. "End of the Trail"